# Зосимов, Дмитрий Иванович
Зосимов Дмитрий Иванович (2 августа 1916, д. Башкировка, Калужская область — ?) — советский лётчик-истребитель, полковник, участник Великой Отечественной войны.

## Биография
Родился Дмитрий Зосимов 2 августа 1916 года в деревне Калужской области Малоярославецкого района — Башкировка. В 1930 году после окончания 7 классов школы пошёл работать слесарем. В ряды Рабоче-Крестьянской Красной армии вступил в 1934 году. В 1936 году окончил Ейское военно-морское авиационное училище и служил в ВВС КБФ в качестве пилота. Был уволен в запас в 1937 году и повторно призван в апреле 1939 года.
Совершил таран 22 июля 1941 года. Над станцией Веймарн на истребителе МиГ-3 в лобовой атаке таранил бомбардировщик противника Ju-88. После успешного тарана «юнкерса» Зосимов был подвергнут атаке пятерке Bf-109. Был ранен. За прошедший бой был награждён орденом Ленина.
На счету летчика 213 успешных боевых вылетов и 12 сбитых самолётов противника в 20 воздушных боях.

## Награды
- Орден Красного Знамени (трижды);
- Орден Ленина;
- Медаль «За боевые заслуги»;
- Орден Красной Звезды;
- Орден Отечественной войны I степени;
- Медаль «За победу над Германией в Великой Отечественной войне 1941—1945 гг.»;
- Медаль «За оборону Ленинграда».

## Боевые победы
| №п / п | Д а т а       | Сбитыесамолёты                 | Место воздушного боя(одержанной победы) | Своисамолёты |
| 1      | 22.07.1941 г. | 1 Ju-88 (сбит таранным ударом) | Зенитицы                                | И-153, Як-1. |
| 2      | 26.07.1941 г. | 1 Hs-126 (в паре — 1 / 2)      | Финский залив                           | И-153, Як-1. |
| 3      | 02.07.1942 г. | 1 Hе-111 (в паре — 1 / 2)      | Большое Стремление                      | И-153, Як-1. |
| 4      | 02.07.1942 г. | 1 Hе-111 (в паре — 1 / 2)      | Калинало — Ярви                         | И-153, Як-1. |
| 5      | 07.07.1942 г. | 1 Hе-111                       | остров Сейскар                          | И-153, Як-1. |
| 6      | 18.07.1942 г. | 1 Hе-111 (в паре — 1 / 2)      | Курголово                               | И-153, Як-1. |
| 7      | 12.08.1942 г. | 1 Ме-109                       | порт Лахденпохья                        | И-153, Як-1. |